# Stachyris ambigua
Stachyris ambigua là một loài chim trong họ Timaliidae.
Loài chim này được tìm thấy ở Đông Nam Á từ phía đông dãy Himalaya đến miền nam Lào.